# آنزا
آنزا (انگلیسی: Anzá) یک منطقه مسکونی در کشور کلمبیا است.